# Chris Long
Pour les articles homonymes, voir Long.
(en) Statistiques sur pro-football-reference
Christopher Howard Long, né le 28 mars 1985 à Santa Monica (Californie), est un joueur américain de football américain évoluant au poste de defensive end. Fils du célèbre Howie Long, Chris Long s'illustre en remportant les Super Bowls LI, LII avec les Patriots de la Nouvelle-Angleterre puis les Eagles de Philadelphie. En 2019, il reçoit le prix Walter Payton pour son engagement caritatif hors des terrains.

## Biographie
Étudiant à l'Université de Virginie, il joua pour les Cavaliers de la Virginie. Il a remporté le Ted Hendricks Award et le Dudley Award en 2007.
Il fut drafté en 2008 à la 2e place (premier tour) par les Rams de Saint-Louis. En 2007, le defensive end Adam Carriker avait été choisi par les Rams. C'est donc la deuxième année consécutive où les Rams sélectionne un jeune joueur pour parfaire leur ligne de défense en 4-3. Il a signé un contrat de six années pour 56,5 millions de dollars (dont 29 millions de dollars garantis).
Le 18 mars 2016, il signe un contrat d'un an avec les Patriots de la Nouvelle-Angleterre. Il aide les Patriots à remporter le Super Bowl après avoir vaincu les Falcons d'Atlanta 34-28 en période de prolongation.
Le 28 mars 2017, il s'entend pour deux ans avec les Eagles de Philadelphie. En octobre 2017, il annonce qu'il fera don de la totalité de son salaire pour la saison pour des œuvres de charité à l'éducation. Il gagne un deuxième Super Bowl de suite après avoir battu son ancienne équipe, les Patriots.
En 2019, il reçoit le prix Walter Payton pour son engagement caritatif hors des terrains.
Il est le fils d'Howie Long, ancien joueur de football américain inscrit au Pro Football Hall of Fame, et le frère de Kyle Long.

## Statistiques
| Année                           | Équipe                             | MJ  |       | Plaquages | Plaquages | Plaquages | Plaquages |       | Interceptions | Interceptions | Interceptions | Interceptions |  | Fumbles | Fumbles |
| Année                           | Équipe                             | MJ  | Total | Seul      | Ast.      | Sacks     | Nb.       | Yards | Déf.          | TD            | Nb.           | Rec.          |  |         |         |
| 2008                            | Rams de Saint-Louis                | 16  | 40    | 32        | 8         | 4         | 0         | 0     | 0             | 0             | 1             | 1             |  |         |         |
| 2009                            | Rams de Saint-Louis                | 16  | 43    | 33        | 10        | 5         | 0         | 0     | 1             | 0             | 1             | 0             |  |         |         |
| 2010                            | Rams de Saint-Louis                | 16  | 30    | 27        | 3         | 8,5       | 0         | 0     | 2             | 0             | 3             | 0             |  |         |         |
| 2011                            | Rams de Saint-Louis                | 16  | 37    | 31        | 6         | 13        | 0         | 0     | 2             | 0             | 1             | 0             |  |         |         |
| 2012                            | Rams de Saint-Louis                | 16  | 33    | 25        | 8         | 11,5      | 0         | 0     | 0             | 0             | 0             | 0             |  |         |         |
| 2013                            | Rams de Saint-Louis                | 16  | 40    | 33        | 7         | 8,5       | 0         | 0     | 2             | 0             | 1             | 2             |  |         |         |
| 2014                            | Rams de Saint-Louis                | 6   | 5     | 5         | 0         | 1         | 0         | 0     | 0             | 0             | 0             | 1             |  |         |         |
| 2015                            | Rams de Saint-Louis                | 12  | 19    | 9         | 10        | 3         | 0         | 0     | 0             | 0             | 1             | 0             |  |         |         |
| 2016                            | Patriots de la Nouvelle-Angleterre | 16  | 35    | 22        | 13        | 4         | 0         | 0     | 3             | 0             | 1             | 1             |  |         |         |
| 2017                            | Eagles de Philadelphie             | 16  | 28    | 20        | 8         | 5         | 0         | 0     | 0             | 0             | 4             | 0             |  |         |         |
| 2018                            | Eagles de Philadelphie             | 16  | 23    | 15        | 8         | 6,5       | 0         | 0     | 0             | 0             | 2             | 0             |  |         |         |
| Totaux chez les Rams (8 ans)    | Totaux chez les Rams (8 ans)       | 114 | 247   | 195       | 52        | 54,5      | 0         | 0     | 7             | 0             | 8             | 5             |  |         |         |
| Totaux chez les Patriots (1 an) | Totaux chez les Patriots (1 an)    | 16  | 35    | 22        | 13        | 4         | 0         | 0     | 3             | 0             | 1             | 1             |  |         |         |
| Totaux chez les Eagles (2 ans)  | Totaux chez les Eagles (2 ans)     | 32  | 51    | 35        | 16        | 11,5      | 0         | 0     | 0             | 0             | 6             | 0             |  |         |         |
| Totaux en NFL (11 ans)          | Totaux en NFL (11 ans)             | 162 | 333   | 252       | 81        | 70        | 0         | 0     | 10            | 0             | 15            | 6             |  |         |         |

| Année         | Équipe                             | MJ |       | Plaquages | Plaquages | Plaquages | Plaquages |       | Interceptions | Interceptions | Interceptions | Interceptions |  | Fumbles | Fumbles |
| Année         | Équipe                             | MJ | Total | Seul      | Ast.      | Sacks     | Nb.       | Yards | Déf.          | TD            | Nb.           | Rec.          |  |         |         |
| 2016          | Patriots de la Nouvelle-Angleterre | 3  | 1     | 1         | 0         | 0         | 0         | 0     | 0             | 0             | 0             | 0             |  |         |         |
| 2017          | Eagles de Philadelphie             | 3  | 4     | 2         | 2         | 0         | 0         | 0     | 2             | 0             | 0             | 1             |  |         |         |
| 2018          | Eagles de Philadelphie             | 2  | 3     | 2         | 1         | 0,5       | 0         | 0     | 0             | 0             | 0             | 0             |  |         |         |
| Totaux en NFL | Totaux en NFL                      | 8  | 8     | 5         | 3         | 0,5       | 0         | 0     | 2             | 0             | 0             | 1             |  |         |         |